# Xylocopa
Xylocopa Latreille, 1802, è un genere di insetti imenotteri della famiglia Apidae, unico genere della tribù Xylocopini. 

## Etimologia
Il nome Xylocopa deriva dal greco antico: ξύλον?, xýlon ("legno") e κόπτω, kóptō ("[io] taglio") per l'abitudine di scavare nel legno. Nel linguaggio comune le specie che appartengono a questo genere vengono chiamate volgarmente api del legno, api legnaiole o in inglese api carpentiere (carpenter bees).

## Tassonomia
Comprende circa 500 specie, di cui solo 3 sono presenti in Italia:
- Xylocopa violacea Linnaeus, 1758
- Xylocopa iris (Christ, 1791)
- Xylocopa valga Gerstaecker, 1872

Altre specie note:
- Xylocopa augusti
- Xylocopa appendiculata
- Xylocopa caffra
- Xylocopa flavicollis
- Xylocopa flavorufa
- Xylocopa hottentotta
- Xylocopa micans
- Xylocopa olivacea
- Xylocopa tabaniformis
- Xylocopa varipuncta
- Xylocopa virginica
- Xylocopa darwini